# Mona Grudt
Mona Grudt Bittrick (Stjørdal, 6 aprile 1971) è una modella norvegese, eletta Miss Universo 1990, la prima della sua nazionalità a vincere il titolo.

## Carriera
Vincitrice del concorso Miss Universo Norvegia nel 1990, Mona Grudt viene eletta Miss Universo il 15 aprile 1990 a Los Angeles, la prima vincitrice per la Norvegia di questa competizione. Durante il suo anno di regno, la Grudt ha partecipato alla soap opera Santa Barbara e ha recitato in un episodio di Star Trek: The Next Generation.
Ha preso parte a diversi talk show norvegesi tra i quali First & Last (2000 e 2005), Senkveld med Thomas og Harald (2004 e 2005), Buona sera Norvegia (2007) e Showman (2010 e 2011). Ha ospitato il live show di Miss Norvegia del 2000 e la versione norvegese del concorso Next Topmodel nel 2011, e partecipato a Skal vi danse, versione norvegese del format Ballando con le stelle.
Mona Grudt è testimonial per diversi marchi come il caffè "Snella", Garnier Nutrisse e Garnier Ultralift e lo è stata in precedenza per Pierre Cardin, Oil of Olaz, Vidal Sassoon, Juicy Fruit e Gillette.
Per 18 anni, dal 1996 al 2014 è stata redattrice per la rivista norvegese Ditt Bryllup, rivista norvegese sui matrimoni. È stata ospite al David Letterman Show (edizione del 24 aprile 1990, insieme a George Miller, Wilson Phillips e Paul Shaffer) e di Bob Hope nel suo tour per i 50 anni di intrattenimento delle truppe americane intitolato Bob Hope's USO Road to the Berlin Wall and Moscow che ha toccato Mildenhall in Inghilterra, Berlino e il suo muro e Francoforte in Germania e Mosca in Russia, poco prima che cessasse di far parte di URSS (insieme a Brooke Shields, Rosemary Clooney, La Toya Jackson e Yakov Smirnoff). Lo speciale del tour musicale, fatto come tentativo in chiave leggera di scongelamento della guerra fredda è stata trasmesso dalla NBC il 19 maggio 1990.
Ha recitato il ruolo di Maddalena nel musical Jesus Christ Superstar, messo in scena al Rica Hell nel 2014.
Attualmente presentatrice, speaker e cantante organizza anche show sul tema del matrimonio o partecipa agli eventi sui media riguardo a questo argomento.

## Vita privata
Nel 1995 ha sposato Lasse Berre di cui si è separata nel 1999 e con il quale ha avuto il figlio Oliver, nato nel 1996.
Un secondo matrimonio è avvenuto nel 2005, con lo statunitense Brody Bittrick, dal quale ha avuto le figlie Milla nata nel 2008 e Bianca nata nel 2011. Dopo 7 anni la coppia si è lasciata.
È attualmente fidanzata con l'islandese Bjørgvin Thorsteinsson, direttore dell'agenzia dello spettacolo "Olavshallen" a Trondheim, incontrato nell'autunno del 2014.

## Filmografia parziale

### Televisione
- Santa Barbara - soap opera, episodio #1.1566 (1990)
- Star Trek: The Next Generation - serie TV, episodio 4x18 (1991)
- Fullt hus - serie TV (1992)
- Først & sist - serie TV (2000-2005)
- Senkveld med Thomas og Harald - serie TV (2004-2005)
- God kveld Norge - serie TV (2007)
- Skal vi danse - serie TV (2007)
- Nytt på nytt - serie TV (2008)
- Showman - serie TV (2010-2011)
- Beat for Beat - serie TV (2014)

### Documentari
- Bob Hope's USO Road to the Berlin Wall and Moscow, speciale tv (1990)
- Miss Universe Pageant - speciale tv (1991)
- Miss Universe Pageant (1994)
- Gylne tider (2016)